# Genieridium bidens
Genieridium bidens là một loài bọ cánh cứng trong họ Bọ hung (Scarabaeidae).